# Кастелновето
Кастелновето (итал. Castelnovetto) је насеље у Италији у округу Павија, региону Ломбардија.
Према процени из 2011. у насељу је живело 544 становника. Насеље се налази на надморској висини од 116 м.

## Становништво
| 1936. | 1951. | 1961. | 1971. | 1981. | 1991. | 2001. | 2011. |
| ----- | ----- | ----- | ----- | ----- | ----- | ----- | ----- |
| 1.505 | 1.439 | 1.164 | 901   | 743   | 696   | 643   | 624   |